# Деменичі
Деменичі (біл. Дзяменічы) — село в Білорусі, у Жабинківському районі Берестейської області. Орган місцевого самоврядування — Хмелівська сільська рада.

## Географія
Розташоване за 15 км на північний захід від Жабинки.

## Історія
У 1924 році мешканці села зверталися до Української Парляментарної Репрезентації з проханням допомогти відбудувати зруйновану під час війни школу, оскільки польська влада відмовилася в цьому допомагати. У селі діяв гурток Українського соціалістичного об'єднання «Сельсоюз». 1926 року мешканці Деменичів зверталися до польського міністра із запитами відкрити в селі українську школу.

## Населення
За переписом населення Білорусі 2009 року чисельність населення села становила 138 осіб.